# Prionychus ater
Prionychus ater är en skalbaggsart som först beskrevs av Fabricius 1775.  Prionychus ater ingår i släktet Prionychus, och familjen svartbaggar. Arten är reproducerande i Sverige.

## Bildgalleri

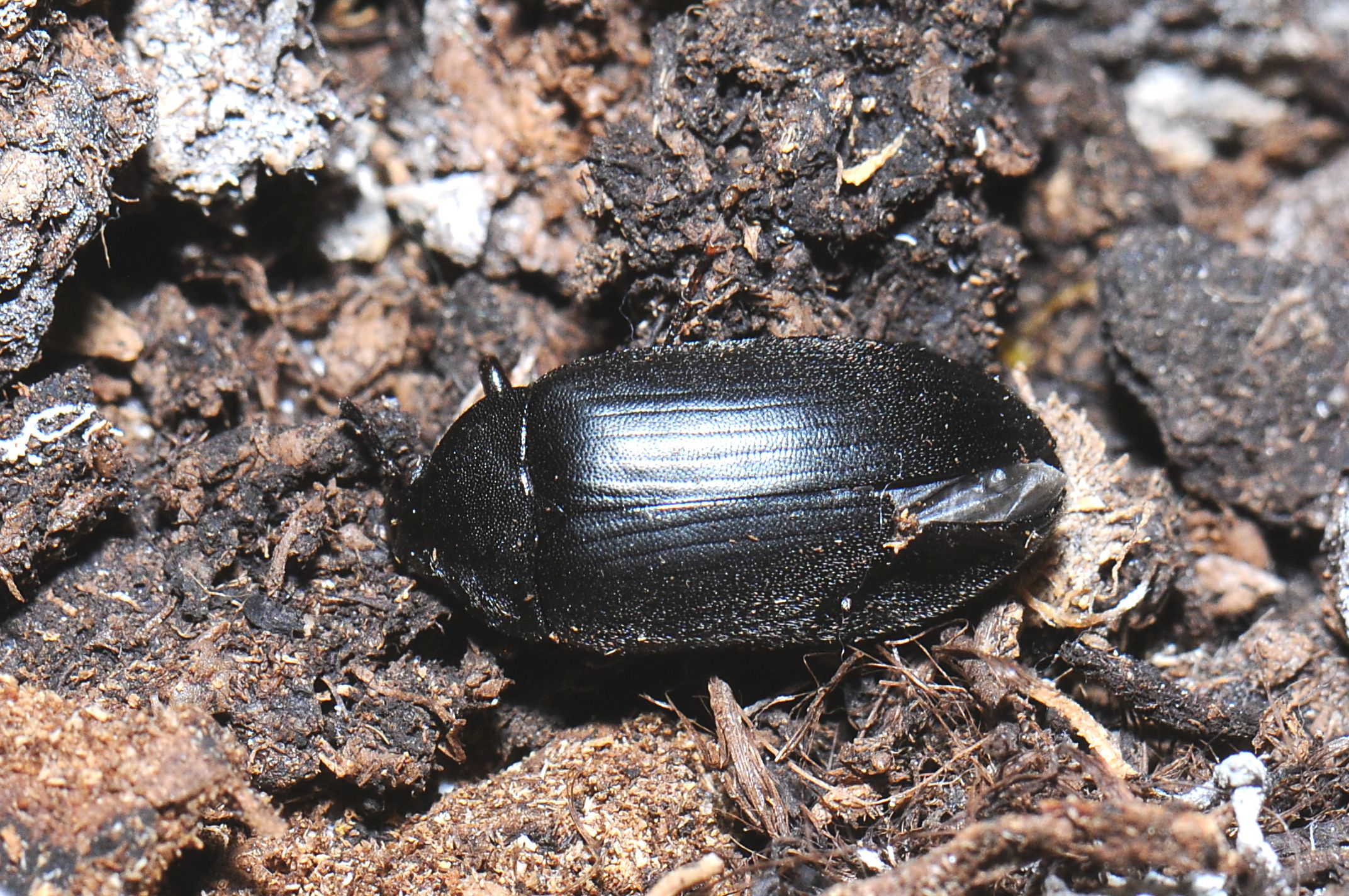
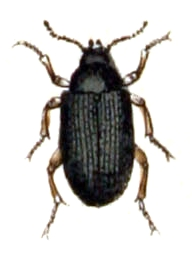